# Graflex
Graflex — американская компания, производитель фотоаппаратуры.

## История компании
Компания Folmer & Schwing Mfg. Co. была основана в Нью-Йорке, в 1887 году Уильямом Ф. Фолмером (William F. Folmer) и Уильямом Е. Швинг (William E. Schwing). Компания производила лампы газового освещения. Из-за падения продаж ламп, компания начала производить велосипеды и продавать фотоаппараты. Постепенно производство велосипедов было прекращено, а компания самостоятельно начала производство фотоаппаратов.
Первые фотоаппараты появились в каталоге компании в 1896 году. В 1898 году Фолмер самостоятельно разработал фотоаппарат Graflex. Первые фотоаппараты Graflex имели проблемы с затвором. В 1904 году он был заменён шторным затвором.
В 1905 году компания была продана Джорджу Истману. С 1907 года по 1926 год Folmer & Schwing Mfg. Co была подразделением Eastman Kodak в Рочестере, Нью-Йорк. Суд потребовал от Eastman Kodak продать Folmer & Schwing, но на компанию не нашлось покупателя. В 1928 году Folmer & Schwing была выделена из Kodak и получила наименование Folmer Graflex Corporation. После нескольких реорганизаций компания в 1946 году компания получила наименование Graflex Inc.
К 1957 году численность сотрудников компании выросла до 760 человек.
В 1968 году компания стала подразделением Singer Corporation. В 1973 году компания Graflex была ликвидирована, её производственные мощности проданы компании Toyo Co.

## Фотоаппараты Graflex

### Плёнка типа 135
- Graflex Ciro 35 — 1949 год. Начал продаваться компанией Ciro (Огайо) под названием Cee-ay 35. Дальномерный. Несменный объектив. Выпускался с тремя разными объективами. В начале 1950-х годов Ciro была поглощена Graflex. До 1955 года фотоаппарат продавался под старым названием.
- Graflex Graphic 35 — 1955 год. Создан на основе Graflex Ciro 35. В конце 1950-х производство Graphic 35 было передано японской компании Kowa. Производство прекращено в 1958 году.
- Graflex Century 35 — 1958 год. Дальномерный. Производился компанией Kowa до 1960 года.
- Graflex Stereo Graphic — стереофотоаппарат. Производился с 1955 года до 1960 года. Два объектива Graflex Graflar 35 мм f/4. Получалось два кадра размером 24×23 мм. В 1959 году британская компания Wray приобрела лицензию на производство Graflex Stereo Graphic. Wray продавала фотоаппараты под названием Wray Stereo Graphic.
- Graphic 35 Electric — 1959 год. Похожа на Leica M2. Фотоаппарат Iloca Electric германской компании Iloca. В США продавался под названием Graphic 35 Electric. В 1960-е Iloca была поглощена компанией Agfa.

### Плёнка типа 120и220, 70 мм плёнка
- Graflex 22 / Ciro-Flex — двухобъективный фотоаппарат. Комплектующие покупались у компании Ciro. Ciro при этом продолжала выпускать свой фотоаппарат Ciro-Flex. Graflex 22 выпускался в трёх версиях с не сменяемыми объективами. Объективы 83 мм и 85 мм f/3,5.
- Graflex 120 — двухобъективный фотоаппарат.
- Graflex XL — дальномерный. Выпускался с объективами Carl Zeiss или Rodenstock.
- Combat Graphic

### Крупный формат
- Auto Graflex

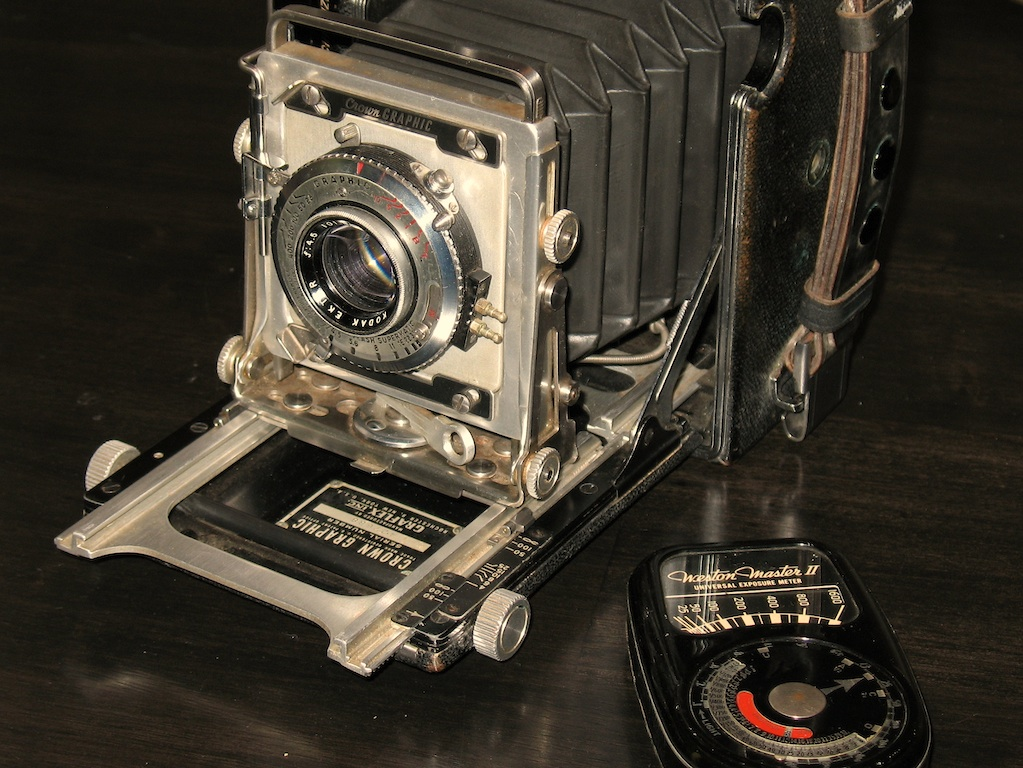
Graflex Crown.

- Graflex Speed Graphic — Пресс-камера. Выпускалась с 1912 года по 1973 год.
- Graflex reflex models
- Crown View
- Graphic View — 1940 или 1941 год. С 1949 года выпускалась Graphic View II.

## В культуре
Фотовспышки компании Graflex использовались в фантастическом фильме «Звёздные войны» для изготовления световых мечей.